# 小行星8335
小行星8335（8335 Sarton）是一颗围绕太阳公转的小行星。1984年2月28日，亨利·德波鸿诺在拉西拉天文台发现了此天体。
这颗小行星的绝对星等为280.35627等。